# K5列車砲
K5 是二戰德國的列車炮。

## 發展沿革
鐵路，是18世紀工業革命後劃時代的交通工具，在裝甲載運工具發展尚未成熟之前，鐵路是可以將部隊、武器、重火炮快速運達戰場的運輸系統，然而高度的依賴鐵路，當時最恐怖的武器武裝列車運用範圍有限，若想大量使用這種武器，發展密集的鐵路網勢在必行，但這種武裝列車仍有缺點，早期的武裝列車只有輕武器作為攻擊的主要裝備，想要有更強大的攻擊武力，就必須換裝大口徑的火炮增強攻擊力，這就是列車炮的前身，但是這是一種臨時的設計，早期的列車炮除了放上一些中口徑的火炮外，有些直接拆下海軍艦炮來使用，這些火炮的後座力極強，沒有經過特殊設計的車身往往承受不住強大的後座力，車體結構受損、列車直接出軌的情形層出不窮，然而日新月異的科技，使得這些問題慢慢獲得改善。發展列車炮的各國，紛紛針對早期列車砲的問題進行改善，使用的火炮口徑也越來越大，第一次世界大戰後，法國在馬其諾防線，建立了一連串可互相支援的列車炮鐵路網，到了第二次世界大戰，德國更開發出擁有800mm口徑的古斯塔夫超重型鐵道炮列車炮和擁有283mm口徑火炮還有精準射控系統的K5 leopold列車炮。
一次大戰後，德國受到凡爾賽條約的影響，德國被禁止發展大口徑火炮，在各國列車炮發展起來情形下，德國巧妙的利用了以發展海軍為藉口繼續做研製大口徑火炮的計畫。1933年，德國開始進行一連串搭載超重型火炮的列車炮研製計畫，其中克魯伯公司所提出利用現有的載具搭配上283mm口徑火炮的計畫，並於1935年經在過各口徑火炮測試的結果下，由於測試出來的效果最為顯著，而為德國軍方所採納，並且定名為：K5 (E) leopold列車炮，於1936年服役，直至終戰，德國仍然繼續生產。

## 經歷
自從1936年K5 (E)生產服役後，由於生產期間保持保密狀態，所以最終產量至今仍不確定，據估計大約有25~28門的K5 (E)馳騁於戰場，K5 (E)有著簡潔、經典的設計，效率高的彈藥搬運設備還有精密的裝彈機構，加上細長的炮身，使得K5 (E)又有個schlanke Bertha（苗條的貝爾莎）的暱稱，目前已知於1940年時，至少有8門K5 (E)投入戰場，然而K5有個先天設計上的缺點，砲管內膛線咬合狀況不良導致時常有膛炸的問題，經過修改，一批擁有新膛線砲管披掛上陣，改善了膛線咬合不良的問題。之後，K5全力投產，所有的問題，都有賴於前線的回報。K5列車炮有一個特點，就是整個炮身結構由前後兩輛板車來承擔，板車設計特殊，擁有六軸車輪，每軸車輪可以承載18噸，而整部列車炮，則是由火車頭、乘員車廂、補給車廂、彈藥車廂所構成的；在戰場上，K5可以經由兩種發射模式來發揮它的威力，一種是直接在鐵道上進行射擊，另一種是在特殊設計的鐵道旋轉盤上進行射擊。K5服役的過程中，一共研製出3種砲彈，分別是1940年的GR35、1943年的GR42以及GR43。K5在研發的過程中，根據前線戰報不斷改良，改良範圍包括加裝炮口制退器、將原本由德國傳統水準式安裝方式的炮尾改為螺扣式，彈藥方面也不斷改進，後來德國替K5研製出一種兩段式加速的火箭助推砲彈，此砲彈原理是利用原本砲彈打出後在燃料耗盡之前啟動火箭助推器達到增加射程的效果，儘管這方法會造成彈體的荷重、裝藥量降低，但這在當時仍不失為有實用價值的新技術，配用這種新技術砲彈的K5命名為K5 GLATT，並且使用了新研製的一段式砲管，根據測試，使用此火箭飛彈的K5有效射程可達151KM，砲管口徑增加為310mm，而德國軍方針對這型的K5釋出7門的訂單，直至終戰，只有兩輛被生產出來，並且投入1945年於波昂附近的戰役。最後一型改良型的K5，則是被設計放在虎王的底盤上，用於一般公路或越野時候使用，然而仍停留在設計階段，德國就投降了。由於優異的性能，使得K5馳騁各戰場都深獲好評。

## 參戰經歷
K5列車炮參與的戰役最有名的莫過於1944年的安濟奧戰役，由美國盧卡斯將軍所指揮的登陸部隊在義大利安濟奧登陸，建立灘頭堡。但是盧卡斯將軍卻只顧著將補給運上岸而停滯不前，反觀德國的阿爾貝特·凱塞林將軍在發現盟軍的登陸後停滯不前的情況，緊急利用戰前安排妥當順暢無阻的鐵路系統調派K5列車砲抵達義大利進行支援，由於K5列車炮有精準的射控系統，異常準確的命中率將美軍壓縮在小小的灘頭堡達四個月之久，最後，美軍終於發動進攻，最後擊潰德軍並俘虜了K5列車炮，也才終於知道造成美軍在安濟奧沙灘重大傷亡的元兇就是這門砲。在西戰場方面，K5躲進了大西洋長城中，準備對假情報所指示將從多佛海峽登陸的盟軍轟擊；另外有兩門K5參加了列寧格勒攻防戰之後又參與了史達林格勒攻防戰。如今有兩門K5列車砲被保留下來，其中一門是在法國大西洋長城博物館中，也就是當初躲進大西洋長城中準備轟擊盟軍的K5，另一台則存放於維吉尼亞州的美國陸軍軍械博物館。

## 外部連結
- K5列車炮圖片
- K5簡史
- 安齊奧戰役